# سسک‌نمای سرسیاه
سسک‌نمای سرسیاه (نام علمی: Hemispingus verticalis) نام یک گونه از سرده سسک‌نما است.